# Nota de débito
Nota de débito é uma nota muito utilizada para se efetuar nas empresas de maior porte, por exemplo, cobrança de valores para os quais não seja compatível a emissão de nota fiscal, mas obrigatoriamente deve existir uma nota fiscal referente ao pagamento que originou a nota de débito. A nota de débito diz que o sacado é devedor do sacador. Uma das suas utilizações práticas é para a cobrança de encargos referentes a duplicatas e outros títulos que tenham sido pagos em cartório. Cabe ressaltar que a nota de débito não é título de crédito, não sendo passível de protesto, nem de ação judicial de execução de dívida. É muito importante saber que se for baseada nos juros permitidos por lei e estiver comprovado atraso de pagamento de um cliente que efetuou o pagamento sem os devidos juros, a cobrança da nota de débito é legal.